# Fort Kaiser Franz
Fort Kaiser Franz I. obalna je utvrda koja se smjestila na pulskom otoku Svetom Andriji.
Ovo je jedna od najmanjih pulskih fortifikacija. Sagrađena je na prvobitno Napoleonskoj utvrdi koja je sagrađena 1836. godine, da bi 1868. godine bila proširena na 3150 m² s 30 topničkih pozicija na samoj utvrdi. Građevina utvrde se sastoji od: podrumskih prostorija, kata, platforme za topove i tri bitnička položaja u prizemlju. U njoj se nalazilo skladište oružja, a od 1868. godine do 1945. godine se u njoj nalazilo skladište Uljanikovih strojeva, te od tada stoji prazna. Ima svoje tri baterije sagrađene 1868. godine. Kamen i beton od kojih je građevinskih materijala sagrađena utvrda dopiru iz kamenoloma Punta Acuzzo koji se nalazi preko puta otoka.  

## Više informacija
- Pulske fortifikacije
- Nacionalna udruga za fortifikacije Pula
- Povijest Pule
- Pula